# Albièras
Albièras (en francès Albières) és un municipi de França de la regió d'Occitània, al departament de l'Aude.